# La púrpura de la rosa

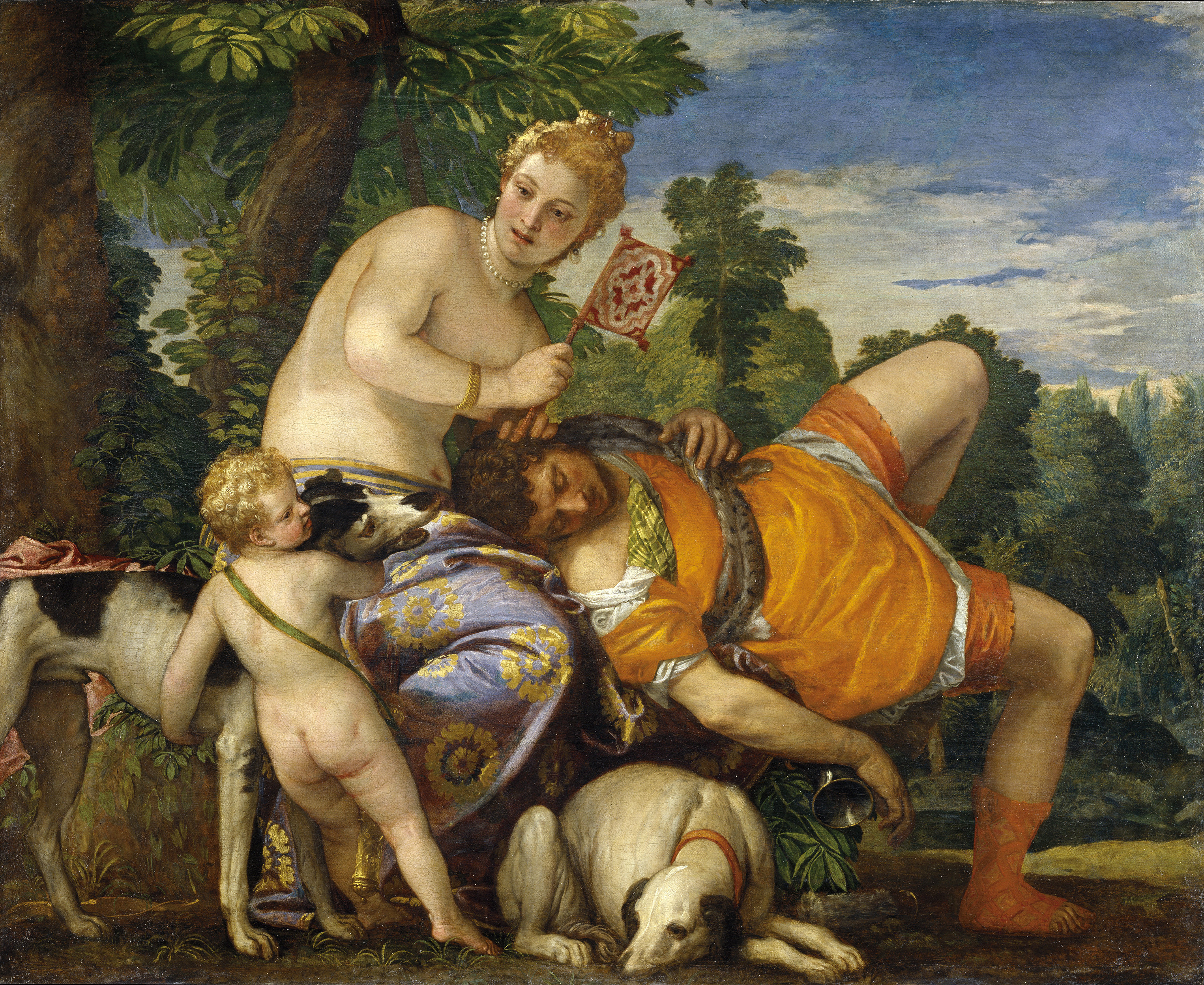
Venere e Adone di Paolo Veronese (circa 1580). Il dipinto, ora al Museo del Prado, potrebbe essere stato l'ispirazione per il libretto di Calderón.

La púrpura de la rosa ("Il sangue della rosa") è un'opera in un atto composta da Tomás de Torrejón y Velasco Sánchez su un libretto spagnolo di Pedro Calderón de la Barca, l'ultimo grande scrittore del periodo d'oro spagnolo.
È la prima opera nota ad essere stata composta ed eseguita nelle Americhe ed è l'unica opera superstite di Torrejón y Velasco. La púrpura de la Rosa fu eseguita a Lima nel 1701 per celebrare il 18º compleanno di Filippo V e il primo anniversario della sua successione al trono di Spagna. Il libretto, in versi polimetrici e ricchi di un lussureggiante immaginario mitologico, è una rivisitazione della storia ovidiana degli amori di Venere e Adone. Torrejón y Velasco non è stato il primo ad utilizzare il libretto di Calderón. Juan Hidalgo de Polanco, compositore e maestro di musica alla corte di Madrid, aveva usato in precedenza il testo per uno spettacolo teatrale in onore del matrimonio di Luigi XIV e Maria Teresa di Spagna nel 1660. Con la sua poesia erotica e la musica, la versione di Hidalgo era molto popolare presso la corte spagnola e veniva ripresa spesso.

## Storia delle esecuzioni
Il viceré del Perù, Don Melchor Portocarrero y Lasso de la Vega, incaricò Torrejón di comporre un brano musicale drammatico per la celebrazione della colonia del XVIII compleanno del re Filippo V e il primo anniversario della sua successione al trono. Come soggetto fu scelta La púrpura de la Rosa. L'opera debuttò il 19 Ottobre 1701 nel Palazzo del Viceré, Lima. L'opera fu ripresa nel 1707, 1708, e 1731 in Perù e po' più tardi in Messico e ha avuto diversi rappresentazioni nei tempi moderni.
La sua prima degli Stati Uniti ha avuto luogo al Rosary College fuori Chicago il 26 giugno 1992 in una produzione Baroque music ensemble dell'Ars Musica Chicago. (Andrew Schultze, direttore e musicologo, Stephen Blackwelder, direttore musicale, Kate Lanham, coreografa) e subito dopo presso l'Aveda Institute a Minneapolis il 28 ottobre 1994 in una produzione per il barocco ensemble Ex Machina. (James Middleton, direttore, Bob Skiba, coreografa, Barbara Weiss, direttore musicale, Louise Stein, musicologo / consulente).
Nel maggio 1999 è stata eseguita al Teatro Buskirk-Chumley a Bloomington, Indiana, come parte del Bloomington Early Music Festival e, in collaborazione con Indiana University's Latin American Music Center e il Bloomington Area Arts Council (James Middleton, regia; Bernardo Illari, edizioni musicali e direzione).
Nell'ottobre del 1999, ci sono stati spettacoli a Le Bâtiment des Forces Motrices a Ginevra e in Santiago, Cile. Le esecuzioni di Santiago dell'Ensemble Syntagma Musicum (diretta da Alejandro Reyes) ha segnato il 150º anniversario della Universidad de Santiago de Chile. L'opera è stata eseguita anche al Teatro de la Zarzuela di Madrid nel novembre 1999 in una co-produzione del Teatro de La Zarzuela e il Grand Théâtre de Genève. (Oscar Araiz, regista e coreografo, Gabriel Garrido, direttore). La púrpura de la Rosa ha avuto la sua prima inglese presso l'Università di Sheffield Drama Studio il 27 febbraio 2003, condotto e diretto da Andrew Lawrence-King. La produzione ha avuto altri due spettacoli a Sheffield prima di visitare a Manchester, Nottingham, Galway e Dublino.
Il 29 settembre 2013 La Purpura de la rosa fece il suo debutto ad Israele al Festival di Abu Gosh, eseguita dall'Ensemble Phoenix su strumenti d'epoca e la sua filiale vocale Voce Phoenix condotta dalla viola da gamba di Myrna Herzog, con messa in scena di Regina Alexandrovskaya.

## Ruoli
| Ruolo                                         | Tipo voce    |
| --------------------------------------------- | ------------ |
| Venere, dea dell'amore e Regina di Cipro      | soprano      |
| Adone, amante di Venere                       | soprano      |
| Marte, dio della Guerra, innamorato di Venere | mezzosoprano |
| Cupido, dio dell'Amore                        | soprano      |
| Bellona, sorella di Marte                     | mezzosoprano |
| Dragone, Un dragone al servizio di Marte      | mezzosoprano |
| Celfa, Sposa di Chato (personaggio comico)    | soprano      |
| Chato, Un agricoltore (personaggio comico)    | baritono     |
| La Disillusione                               | baritono     |
| L'Ira                                         | soprano      |
| Il Sospetto                                   | soprano      |
| L'Invidia                                     | controtenore |
| Il Timore                                     | tenore       |
| Il Rancore                                    | ?            |
| Flora (ninfa)                                 | soprano      |
| Cinzia (ninfa)                                | soprano      |
| Clori (ninfa)                                 | soprano      |
| Libia (ninfa)                                 | mezzosoprano |
| Muse, soldati e pastori                       | Coro         |

## Trama

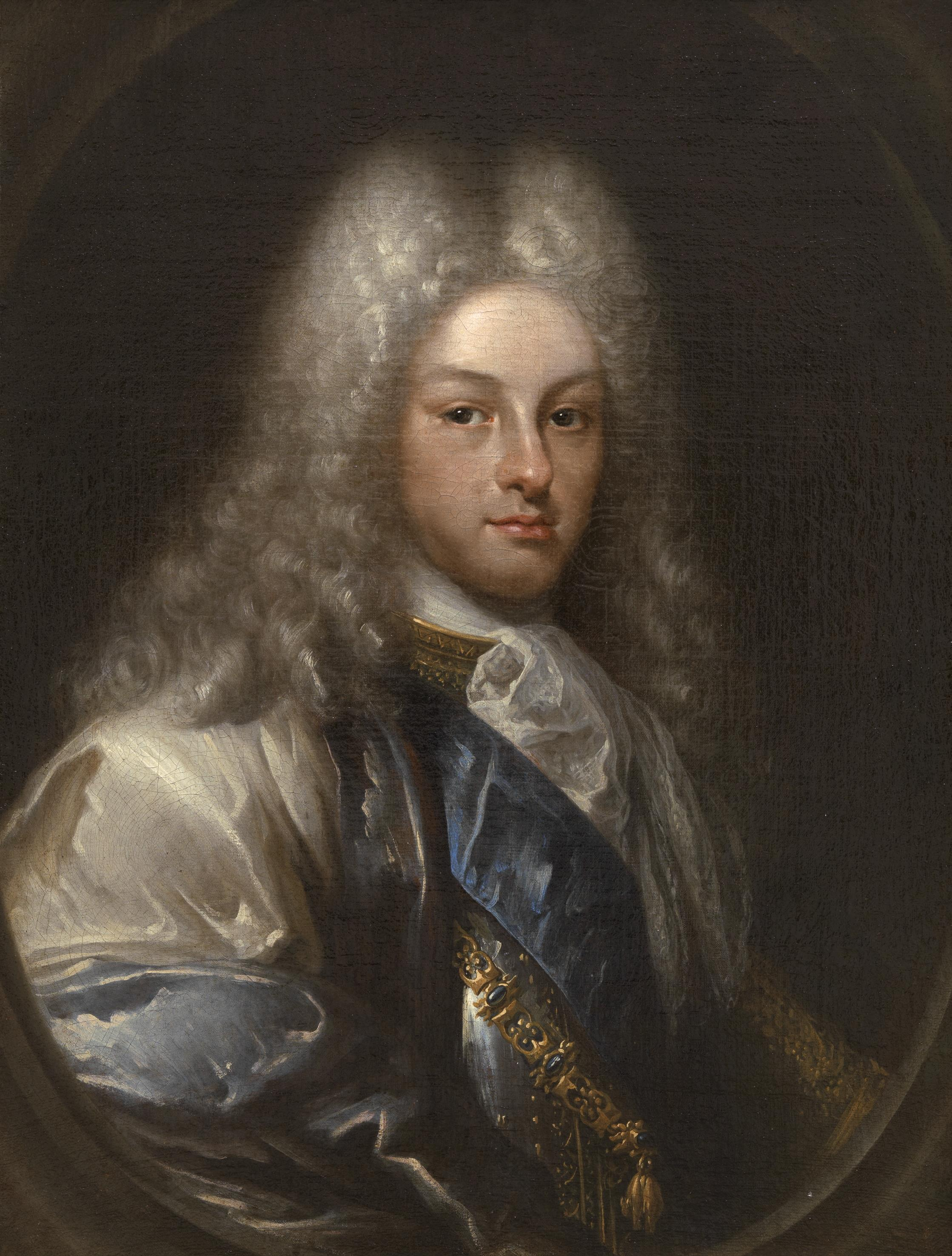
Filippo V di Spagna in un ritratto del 1705 di Miguel Jacinto Meléndez.

L'opera è preceduta da un peana allegorico di Filippo V, che sottolinea la sua bontà e giustizia. Nel Tempio di Apollo sul monte Parnaso, le Muse Calliope, Tersicore e Urania, le personificazioni del Tempo (Tiempo) e Spagna (España), e un coro delle rimanenti sei Muse cantano alla gloria della Spagna e del suo nuovo re. Il peana termina con:
¡Viva Filipo, viva!

¡Viva el sucesor del imperio

que, puesto a sus plantas,

seguro afianza

su eterno blasón!
L'opera che segue racconta l'amore tra Venere e Adone, la gelosia di Marte, e il suo desiderio di vendetta.
Il dramma si apre in una foresta in cui Venere sta cacciando. Le sue ninfe si precipitano sul palco, gridando che lei è inseguita da un cinghiale. Adone si precipita in suo aiuto. Venere sviene tra le sue braccia mentre lui la porta sul palco. Quando si riprende, Adone scopre la sua vera identità. Egli spiega che le circostanze incestuose della sua nascita hanno fatto sì che lui rinunci per sempre all'amore che deve fuggire da lei. Come Venere inizia a corteggiare Adone, il suo amante, Marte, appare e le fa delle domande. Insoddisfatto delle sue risposte, interroga poi le sue ninfe, alla fine spaventata una di loro descrive il salvataggio di Venere da parte di Adone. Belona, la sorella di Marte, arriva sull'arcobaleno di Iris e lo spinge a combattere per distrarlo dalla sua gelosia.

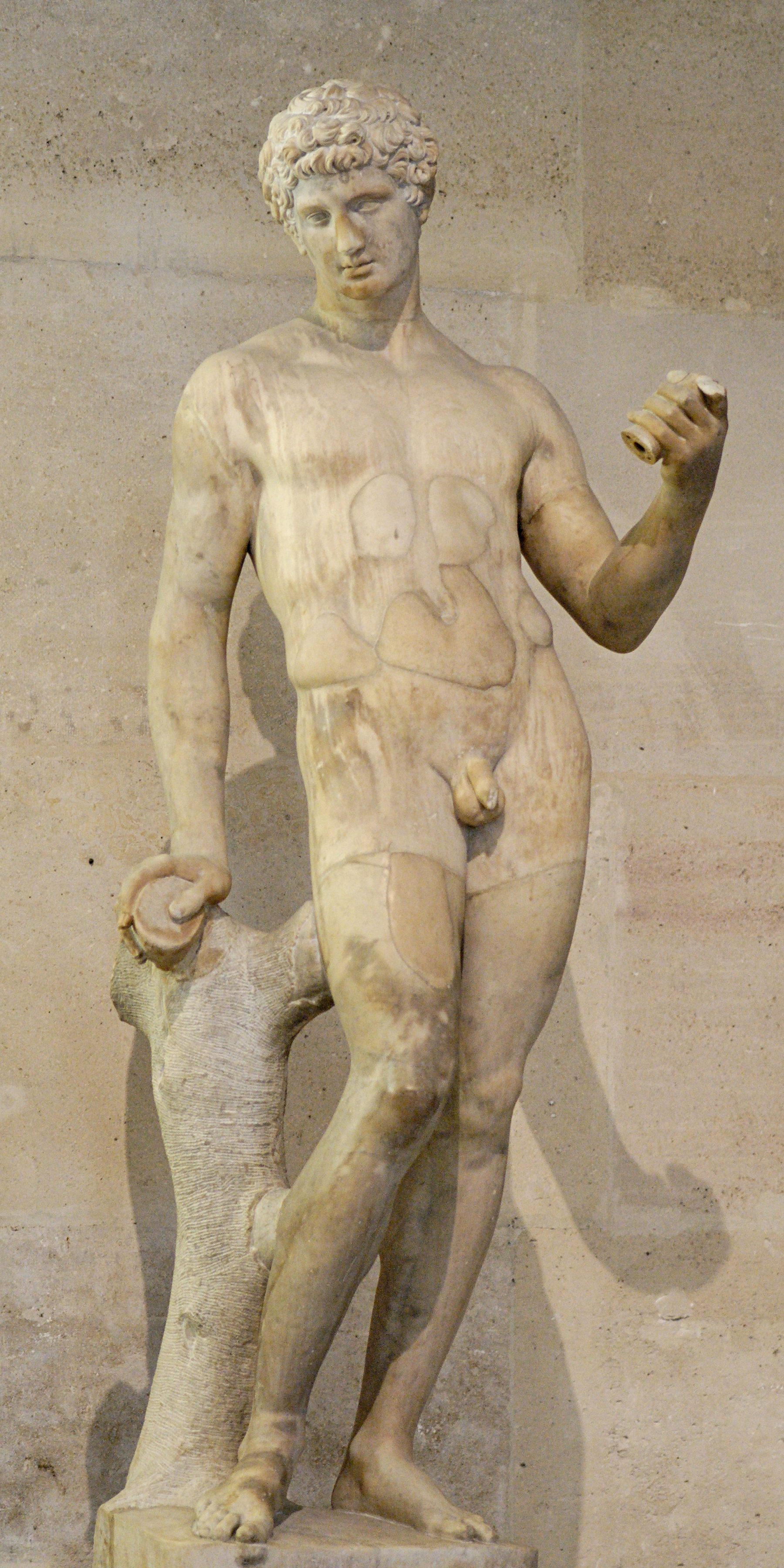
Adone, torso romano restaurato e completato da François Duquesnoy (1597–1643).

I contadini, Chato e Celfa, scherzano sul matrimonio, ma sono interrotti da un coro di contadini che urlano che il cinghiale è in circolazione. Adone segue il cinghiale, ma poi si stanca e si sdraia a riposare. Venere viene vicino ad Adone che dorme e combattuta fra la umiliazione di aver perso i sensi tra le sue braccia e il crescente desiderio per lui, respinge le sue ninfe. Chiede a Cupido di aiutarla e gli racconta la rinuncia di Adone all'amore. Cupido colpisce nel cuore Adone che dorme con una delle sue frecce d'oro, infondendogli il desiderio. Quando Adone si risveglia, è sorpreso di trovare Venere a guardarlo e canta del suo terribile sogno di un cinghiale, un sogno che prefigura la sua morte. Adone loda la bellezza di Venere e confessa la sua attrazione per lei. Venere non riesce più a staccarsi da Adone e rivelano il loro desiderio comune. Venere entra nel suo giardino di delizie e Adone la segue, accolto da Celfa, Chato, e le ninfe.
La scena successiva vede Marte, Belona, un Dragone e i soldati di Belona ai piedi di una montagna. Marte è ancora geloso e distratto. Belona e il Dragone cercano di assecondarlo. Nel frattempo, Cupido è furtivamente in giro in incognito a spiare Marte. Alla fine viene scoperto nascosto tra i cespugli e interrogato da Marte, che non riesce a riconoscerlo, ma è sospettoso dei suoi enigmi sull'amore. Quando Marte ordina ai soldati di catturarlo, Cupido sfugge in una fenditura nella montagna. La fessura si apre rivelando la Prigione della Gelosia. Incatenato dentro, è Desengaño (Disinganno), un vecchio vestito di pelli di animali. Marte e il Dragone paurosamente entrano nella grotta e trovano le personificazioni mascherate di Paura, Sospetto, Invidia, Rabbia e Amarezza. Desengaño e le figure mascherate avvertono Marte che, quando l'amore viene troppo ricercato si trasforma in disillusione. Desengaño regge uno specchio magico in cui Marte vede Venere e Adone abbracciati. Incapace di affrontare la verità, Marte fugge. C'è un improvviso terremoto, e le figure allegoriche, la visione nello specchio, e la grotta tutta scompaiono.

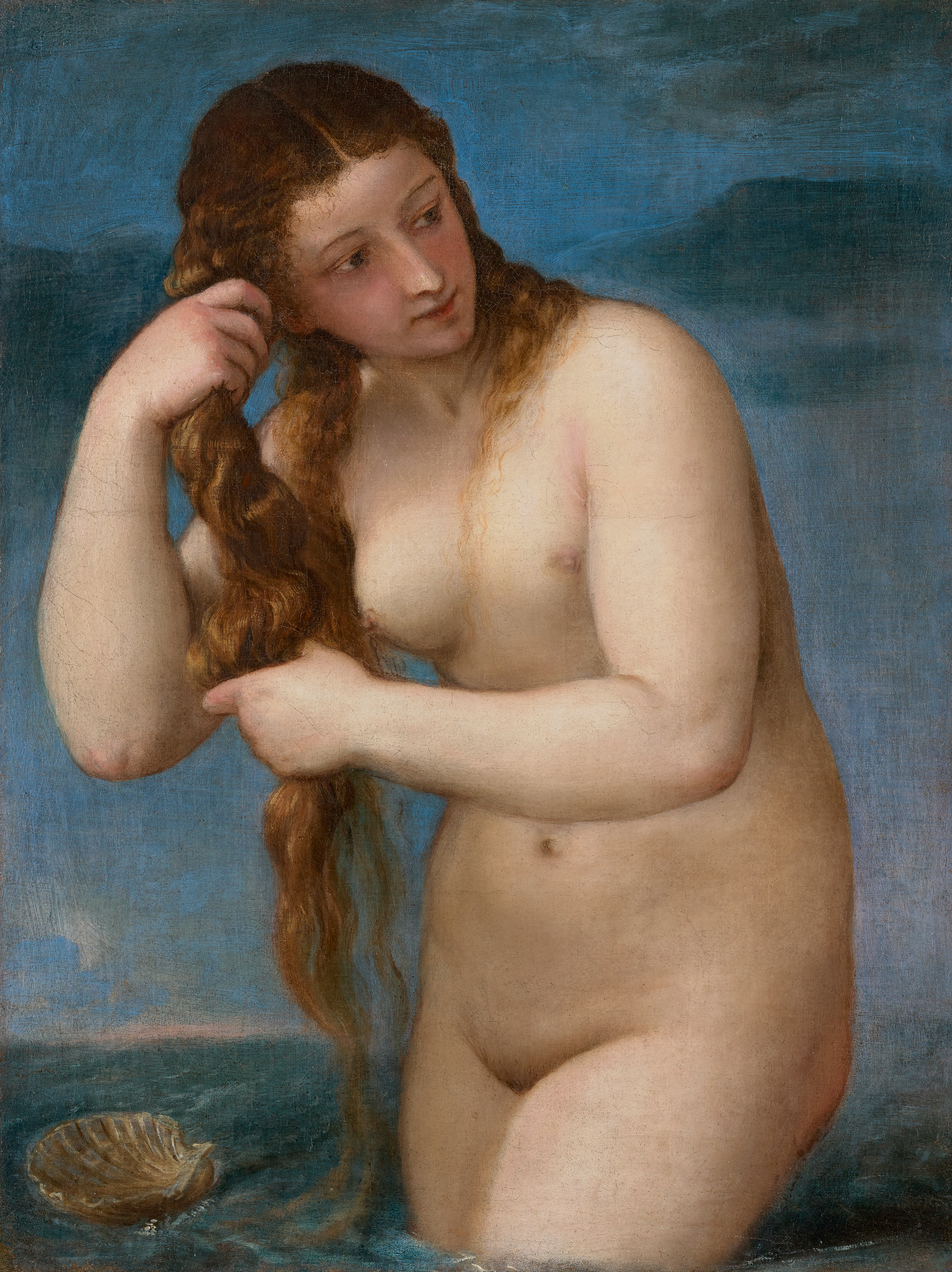
Venere Anadiomene di Tiziano (circa 1525).

Nel giardino di Venere, Venere e Adone si deliziano del loro amore illecito. Adone è reclinato in grembo a Venere, mentre Chato, Celfa, e le ninfe, cantano per la coppia. Cupido arriva e li mette in guardia dall'ira di Marte. Venere dice ad Adone di tornare nella foresta e trama per sottomettere Marte. Quando Marte arriva, i canti delle ninfe e i vapori delle fontane del giardino lo inducono al languore. Belona entra portando un coro di soldati per contrastare l'incantesimo lanciato dal canto delle ninfe. Ravvivato dai canti dei soldati, Marte si dirige nella foresta in cerca di Adone, che è di nuovo a caccia del cinghiale che aveva allarmato i contadini. Trascinando Chato e Celfa con lui, Marte ordina al Dragone di legarli ad un albero. Marte ordina a Megera, una delle furie, di rendere il cinghiale particolarmente cattivo, in modo che Adone morirà. Chato, Celfa, e il Dragone hanno una conversazione buffa sui mariti oppressi e trascurati, che culmina col Dragone che picchia Celfa quando Chato gli applaude.
Nella foresta, Adone è stato ferito a morte dal cinghiale. Venere sente le sue grida e si precipita sulla scena. Vedendo la dea sconvolta con i capelli sciolti, mezzo nuda e con le mani insanguinate, Belona è impietosita e canta un lamento. Lei e la ninfa, Libia, cercano di convincere Venere a non guardare il corpo di Adone. Il coro descrive come il sangue di Adone sta trasformando le rose bianche intorno a lui in rosse. Venere implora gli dei con un lamento. Marte descrive crudelmente la morte di Adone a Venere, e rivela il suo corpo insanguinato che giace tra le rose. Venere emette un lamento e sviene. Cupido poi appare dal cielo per annunciare che Giove è commossa dalla situazione degli amanti e li eleverà insieme fino al Monte Olimpo; Adone, sotto forma di un fiore (un anemone) e Venere come la Stella della Sera.
Marte, Venere, Adone, e Belona tutti commentano, e come il sole tramonta, Venere e Adone ascendono al cielo.

## Musica

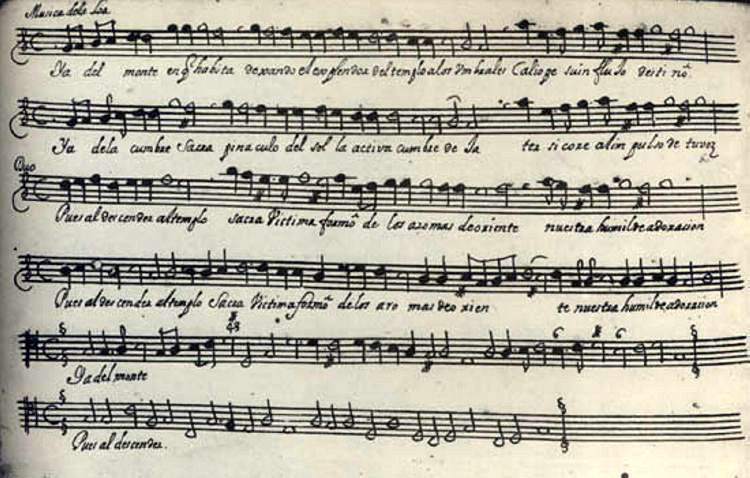
Frammento dalla prima pagina della partitura originale a Lima.

Fino a poco tempo fa, c'erano solo due partiture superstiti originali dell'opera di Torrejón, una alla Biblioteca Nacional del Perú a Lima e l'altra alla Bodleian Library alla Oxford University in Inghilterra. Il Musicologo Robert Stephenson ha fatto uno studio della trascrizione della partitura di Lima che è stato pubblicata nel 1976. Il risultato di Oxford è stato utilizzato per una pubblicazione del 1990 a cura di Ángeles Cardona, Don Cruickshank, e Martín Cunningham che è stata pubblicata da Kassel. Le due partiture, anche se in gran parte uniformi, non sono esattamente identiche. Ad esempio, una gran parte della musica per le vivaci jácaras nel giardino di Venere non è presente nella copia di Lima, ma appare nella sua interezza nella copia a Oxford (con inizio alle linee 1570, misura 2847 della edizione Kassel). Recenti riprese dell'opera hanno usato entrambe le colonne sonore, aggiungendo la musica che non può essere trovato nell'altra edizione, nel tentativo di creare quello che potrebbe essere stato ascoltato nel 1701.
Una terza copia è stata recentemente trovata a Cusco. Per l'esecuzione in Israele della Ensemble Phoenix, Myrna Herzog ha utilizzato uno studio critico delle versioni trascritte e i manoscritti di Lima e Cusco, realizzati da Dr. Diana Fernandez Calvo nell'ambito del progetto di ricerca della UCA.
La musica di Torrejón conserva gran parte del carattere e le idiosincrasie contenuti nelle commedie di Calderón come precedentemente adattate da Juan Hidalgo. Si dice che Torrejón potrebbe essere stato uno degli allievi di Hidalgo e che il suo lavoro era forse una fonte di ispirazione per Torrejón nella composizione della sua versione. La partitura si avvale di una varietà di tipi canzone spagnola e influenze musicali latino-americane, che incorporano melodie e ritmi latino-americani globalmente nella struttura drammatica e armonica europea. La natura erotica del testo è accentuata dall'uso di ritmi di danza, ripetizioni musicali, e le linee liriche sensuali. La scrittura ornamentale è anche usata abilmente per enfatizzare il racconto drammatico. La strumentazione esatta non è stata trovata nelle partiture originali sopravvissute di Torrejón y Velasco. Tuttavia, le partiture di altri lavori musicali del tardo XVII secolo creati in Spagna suggeriscono che gli strumenti includerebbero arpe, chitarre, viole, violini, Clarino e trombe regolari, tamburi, e nacchere.
Torrejón musicò la maggior parte del testo di Calderón, ma non tutto. Ha tagliato metà della VI scena: c'è un incantesimo che viene lanciato su Marte attraverso le canzoni delle ninfe e i vapori dalle fontane del giardino di Venere, inducendolo al languore; la magia viene neutralizzata da Belona e un coro di soldati, facendo risvegliare Marte che si dirige verso la foresta in cerca di Adone. In realtà la scena non è necessaria per la coerenza della trama e l'omissione passa inosservata all'ascoltatore comune. Alcuni spettacoli moderni (King, Garrido), tuttavia, ricreata la scena tagliata, hanno creato la musica per lo stesso.

## Registrazioni
Torrejón y Velasco: La púrpura de la rosa  - The Harp Consort
- Conductor: Andrew Lawrence-King
- Principal singers: Judith Malafronte (Venus), Ellen Hargis (Adonis), Maria del Mar Fernandez-Doval (Marte)
- Recording date: (published 1999)
- Label: Deutsche Harmonia Mundi - 0054727735523 (CD)

Torrejón y Velasco: La púrpura de la rosa  - Clemencic Consort and La Capella Vocal Ensemble
- Conductor: Rene Clemencic
- Principal singers: Mieke Van der Sluis (Venus), Mark Tucker (Adonis), Pedro Liendo (Marte), Luiz Alves Da Silva (Amor), Elisabeth Magnus-Harnoncourt (Belona), Josep Benet (Chato), Lina Akerlund (Celfa), Andrea Martin (Dragón), John Winbigler (Fear), Louise Page (Envy), Pamela Mildenhall (Anger), Stephanie Prewitt (Suspicion), Josep Cabre (Disillusionment)
- Recording date: (published 2003)
- Label: Nuova Era - 1121548 (CD)

Torrejón y Velasco: La púrpura de la rosa  - Ensemble Elyma, Madrigalists and chorus of the Teatro de la Zarzuela
- Conductor: Gabriel Garrido
- Principal singers: Isabel Monar (Venus), Graciela Oddone (Adonis), Cecilia Diaz (Marte), Isabel Alvarez (Amor), Alicia Borges (Belona), Susanna Moncayo (Dragón), Adriana Fernandez (Celfa), Marcello Lippi (Chato)
- Recording date:
- Label: K617 Records France - K617108 (CD)